# 셰리 베이비
《셰리 베이비》(영어: Sherrybaby)는 2006년에 개봉한 미국의 영화이다.

## 줄거리
이야기는 뉴저지에서 펼쳐진다. 최근 출소하여 헤로인 중독에서 회복 중인 젊은 여성 셰리 스완슨은 바깥세상에서 삶을 재건하려 노력한다. 무엇보다 어린 딸과의 관계를 회복하고 싶어 하지만, 예상보다 더 험난한 도전에 직면한다. 딸은 그녀를 거의 알아보지 못하고 더 이상 "엄마"라고 부르지 않으며, 그녀가 사는 중간 거주시설은 가족을 방문하는 데 방해가 되는 통금 시간이 있다. 가족과의 관계는 긴장되고 경색되었으며, 그녀는 때때로 어린아이처럼 행동하는 경향이 있다.
딸을 방문하고 청소년 센터에서 일하는 와중에, 셰리는 헤로인 중독을 이겨내기 위해 익명의 알코올 중독자들 모임에 참석한다. 그곳에서 만난 같은 중독자인 딘과 관계를 시작한다. 가족과의 손상된 관계, 보호관찰관을 만족시키는 일, 딸과 다시 유대감을 형성하는 방법을 찾는 스트레스는 곧 감당하기 어렵게 다가온다. 셰리는 곧 다시 술을 마시고 마약을 사용하기 시작하며, 보호관찰을 위태롭게 한다. 삶의 균형을 유지하기 위해 고군분투하던 셰리는 마침내 무너져 내리고, 오빠에게 자신이 도움이 필요하다는 것을 인정한다.

## 한국판 성우진(KBS)
- 송도영 - 셰리 스완슨(매기 질런홀)
- 서문석 - 밥 스완슨(브래드 윌리엄 헨크)
- 서지연 - 렉시 / 알렉시스(라이언 심킨스)
- 김준 - 딘 워커(대니 트레조)
- 김태웅 - 페르난데스 감찰관(지안카를로 에스포시토)
- 임은정 - 리넷(브리짓 바칸)
- 조동희 - 아버지(샘 보톰즈)
- 김혜미 - 도로시(미쉘 허스트)
- 김우정 - 앤디 켈리(리오 핵포드)
- 송정희 - 데시(산드라 로드리게즈)